# Илидија (Караш-Северин)
Илидија (рум. Ilidia) насеље је у Румунији у округу Караш-Северин у општини Чиклова Романа. Oпштина се налази на надморској висини од 210 m.

## Прошлост
Аустријски царски ревизор Ерлер је 1774. године констатовао да место припада истоименом округу, Новопаланачког дистрикта. Становници су били Власи.

## Становништво
Према подацима из 2002. године у насељу је живело 383 становника.

### Попис2002.
| Расподела становништва по националности 2002.‍ | Расподела становништва по националности 2002.‍ | Расподела становништва по националности 2002.‍ | Расподела становништва по националности 2002.‍ | Расподела становништва по националности 2002.‍ |
| --------------------------------------------- | --------------------------------------------- | --------------------------------------------- | --------------------------------------------- | --------------------------------------------- |
|                                               |                                               |                                               |                                               |                                               |
| Румуни                                        | Румуни                                        |                                               | 295                                           | 77,8%                                         |
| Роми                                          | Роми                                          |                                               | 84                                            | 22,2%                                         |